# 马尔洋乡
马尔洋乡，是中华人民共和国新疆维吾尔自治区喀什地区塔什库尔干塔吉克自治县下辖的一个乡镇级行政单位。

## 行政区划
马尔洋乡下辖以下地区：迭村（De）、努什墩村（Nuxdun）、布候依吉拉甫农场村（Bucüizyrob）、皮勒村（皮里村）。